# Стен Польссон
Стен Польссон (швед. Sten Pålsson, нар. 4 грудня 1945) — шведський футболіст, що грав на позиції нападника.
Виступав, зокрема, за клуб ГАІС, а також національну збірну Швеції.

## Клубна кар'єра
Розпочинав грати у футбол в нижчолігових клубах «Стренгенас» та «Кунгсхамн», а на початку 1968 року перейшов до клубу ГАІС, за який відіграв 14 сезонів, половину з яких у вищому дивізіоні країни. Більшість часу, проведеного у складі ГАІСа, був основним гравцем атакувальної ланки команди. Завершив кар'єру футболіста виступами за команду ГАІС у 1981 році. Загалом в Аллсвенскан він забив 40 голів у 149 іграх, а в Дивізіоні 2 — 41 гол в 145 іграх.

## Виступи за збірну
11 вересня 1968 року дебютував в офіційних матчах у складі національної збірної Швеції в матчі чемпіонату Північної Європи проти Фінляндії (3:0)
У складі збірної був учасником чемпіонату світу 1970 року у Мексиці, де зіграв у одному матчі проти Ізраїлю (1:1), а його збірна не подолала груповий етап.
Загалом протягом кар'єри у національній команді, яка тривала 7 років, провів у її формі 19 матчів, забивши 5 голів  .